# V656 Возничего
V656 Возничего (лат. V656 Aurigae) — двойная затменная переменная звезда типа W Большой Медведицы (EW) в созвездии Возничего на расстоянии (вычисленном из значения параллакса) приблизительно 2849 световых лет (около 874 парсеков) от Солнца. Видимая звёздная величина звезды — от +17,48m до +16,72m. Орбитальный период — около 0,2756 суток (6,6146 часов).

## Характеристики
Первый компонент — оранжевый карлик спектрального класса K. Радиус — около 0,81 солнечного, светимость — около 0,17 солнечных. Эффективная температура — около 4108 K.
Второй компонент — оранжевый карлик спектрального класса K.